# Vineuil (Indre)
Vineuil és un municipi francès, situat al departament de l'Indre i a la regió de Centre – Vall del Loira. L'any 2007 tenia 1.152 habitants.

## Demografia

### Població
El 2007 la població de fet de Vineuil era de 1.152 persones. Hi havia 441 famílies, de les quals 91 eren unipersonals (28 homes vivint sols i 63 dones vivint soles), 143 parelles sense fills, 191 parelles amb fills i 16 famílies monoparentals amb fills.
La població ha evolucionat segons el següent gràfic:
Habitants censats

### Habitatges
El 2007 hi havia 481 habitatges, 453 eren l'habitatge principal de la família, 15 eren segones residències i 13 estaven desocupats. 474 eren cases i 6 eren apartaments. Dels 453 habitatges principals, 362 estaven ocupats pels seus propietaris, 81 estaven llogats i ocupats pels llogaters i 10 estaven cedits a títol gratuït; 2 tenien una cambra, 9 en tenien dues, 52 en tenien tres, 122 en tenien quatre i 269 en tenien cinc o més. 338 habitatges disposaven pel capbaix d'una plaça de pàrquing. A 162 habitatges hi havia un automòbil i a 258 n'hi havia dos o més.

### Piràmide de població
La piràmide de població per edats i sexe el 2009 era:
| Homes | Edats   | Dones |
| ----- | ------- | ----- |
| 0     | 95 o +  | 0     |
| 0     | 90 a 94 | 0     |
| 4     | 85 a 89 | 8     |
| 8     | 80 a 84 | 16    |
| 24    | 75 a 79 | 20    |
| 24    | 70 a 74 | 20    |
| 8     | 65 a 69 | 28    |
| 24    | 60 a 64 | 16    |
| 32    | 55 a 59 | 24    |
| 36    | 50 a 54 | 40    |
| 24    | 45 a 49 | 20    |
| 60    | 40 a 44 | 60    |
| 40    | 35 a 39 | 40    |
| 52    | 30 a 34 | 44    |
| 48    | 25 a 29 | 44    |
| 32    | 20 a 24 | 20    |
| 36    | 15 a 19 | 64    |
| 36    | 10 a 14 | 44    |
| 28    | 5 a 9   | 44    |
| 36    | 0 a 4   | 28    |

## Economia
El 2007 la població en edat de treballar era de 767 persones, 598 eren actives i 169 eren inactives. De les 598 persones actives 551 estaven ocupades (302 homes i 249 dones) i 47 estaven aturades (20 homes i 27 dones). De les 169 persones inactives 60 estaven jubilades, 52 estaven estudiant i 57 estaven classificades com a «altres inactius».

### Ingressos
El 2009 a Vineuil hi havia 458 unitats fiscals que integraven 1.159,5 persones, la mediana anual d'ingressos fiscals per persona era de 18.949 €.

### Activitats econòmiques
Dels 37 establiments que hi havia el 2007, 1 era d'una empresa alimentària, 9 d'empreses de construcció, 6 d'empreses de comerç i reparació d'automòbils, 1 d'una empresa de transport, 1 d'una empresa d'hostatgeria i restauració, 6 d'empreses immobiliàries, 6 d'empreses de serveis, 6 d'entitats de l'administració pública i 1 d'una empresa classificada com a «altres activitats de serveis».
Dels 12 establiments de servei als particulars que hi havia el 2009, 1 era una oficina de correu, 1 paleta, 1 guixaire pintor, 4 fusteries, 2 lampisteries, 1 electricista, 1 perruqueria i 1 restaurant.
L'únic establiment comercial que hi havia el 2009 era una fleca.
L'any 2000 a Vineuil hi havia 29 explotacions agrícoles que ocupaven un total de 4.180 hectàrees.

## Equipaments sanitaris i escolars
L'únic equipament sanitari que hi havia el 2009 era una farmàcia.
El 2009 hi havia una escola elemental.

## Poblacions més properes
El següent diagrama mostra les poblacions més properes.